# Wólka Górska
Pour les articles homonymes, voir Gorska.
Wólka Górska (prononciation : [ˈvulka ˈɡurska]) est un village polonais de la gmina de Jabłonna dans le powiat de Legionowo de la voïvodie de Mazovie dans le centre-est de la Pologne.
Le village possède une population de 77 habitants en 2011.

## Histoire
De 1975 à 1998, le village appartenait administrativement à la voïvodie de Varsovie.